# Territori Indígena Boruca
El Territori Indígena Boruca és un dels dos territoris indígenes de l'ètnia boruca que existeixen a Costa Rica, l'altre és el Territori Indígena Curré, tots dos delimitats en 1993. Es localitza al cantó de Buenos Aires, província de Puntarenas
Té unes 12.470 hectàrees. Se subdivideix en els assentaments de Bella Vista Mojón, Lagarto, Puerto Nuevo, Cajón, La Presa, Alto las Moras, Miravalles, Tres Ríos, San Joaquín, Shamba, Bajo Veraguas, Santa Teresita, Ojo de Agua, Maíz de Boruca, Mayal, Boquete, Bajo Dioses, Zapote, Vergel, Cañablancal i San Bosco i té uns 2.500 habitants, no tots indígenes.
L'agricultura es fonamenta en el cultiu de blat de moro, frijol, arròs i tubercles així com la cria de bovins, porcins, cavalls i aus de corral, produeixen artesanies amb teixit de cotó, canastres, arcs, llances o màscares de fusta de bassa. La major part de la terra s'usa per al conreu del cafè, zones grans i protegides, però part del territori ha estat reduït per incompliment de la Llei Indígena, passant a mans privades il·legalment. La comunitat enfronta també problemes de desocupació i aïllament.